# ЛГБТК-культура в Лондоне
ЛГБТК-культура в Лондоне (англ. LGBTQ culture in London) — культурное составляющее ЛГБТК-сообщества, проживающего в Лондоне, численность которого является одним из крупнейших в Европе. В городе можно выделить места и события, где высока концентрация представителей сообщества и заведений культуры и отдыха, которые связаны в той или иной степени с ЛГБТК.

## История

### XVIII—XIX века
Первые предпосылки к возникновению ЛГБТК-сообщества относят к XVIII веку, когда аристократы и бизнесмены вели относительно открытый гомосексуальный образ жизни. При этом, по законодательству того времени, за однополые сексуальные связи обвиняемым грозила смертная казнь. Несмотря на правовую и социальную маргинализацию, с которой столкнулось сообщество ЛГБТК+, квир-жизнь в Лондоне тайно процветала на протяжении всей истории.
В Англии, в частности в Лондоне, существовали заведения под названием «Дома Молли», которые находились в тавернах, кофейнях, гостиницах и пабах, где геи и лесбиянки могли тайно встречаться, общаться и заводить знакомства. Наиболее известное место было «Молли Хаус Матери Клэп», которое находилось в Холборне и управлялось Маргарет Клэп в 1720-х годах. Отмечается, что она занималась данным заведением ради своего удовольствия, а не ради прибыли. В 1726 году в данном Доме был проведён полицейский рейд, по результатам которого 40 человек были арестованы и трое из них были повешены за «сексуальные преступления».
В дальнейшем из полицейских и судебных сводок можно понять, что в гей-культура в Лондоне была относительно развита при серьёзных угрозах арестов и более жёсткого преследования квир-сообщества. Однако в обществе в целом были критические настроения к людям с нетрадиционной ориентацией. В частности, существовало «Общество исправления нравов», которое боролось с ЛГБТК проявлениями и даже внедряла своих шпионов и провокаторов для обличения посетителей и привлечения их к наказанию, в том числе к смертной казни. В газетах Дома Молли упоминались как «Дома развлечений для содомитов» или «Содержание непотребного дома». Обвиняемых, пойманных в Домах Молли, иногда приговаривали к позорному столбу в качестве дополнительного наказания. По описанию из заметки газеты «Ипсвичский журнал» за 28 ноября 1726 года, обвиняемых с именами Хорнби и Уэйли приговорили к позорному столбу, где «их так закидали навозом и грязью, что они были похожи на медведей». Позже их отправили в тюрьму на 6 месяцев и под дальнейшее обязательство не нарушать законодательство в течение 7 лет. Аналогичные заметки можно найти в газетах в 1810 и 1825 годов.
Согласно книге Риктора Нортона, автора книги «Молли Хаус Матери Клэп: гей-субкультура в Англии, 1700—1830 гг.», в 1720-х годах в Лондоне было больше гей-пабов и клубов, чем в 1950 году. Также в его другой книге «Простые причины роста содомии в Англии», указывается, что одной из причин роста числа гомосексуалов является желание мужчин носить женскую одежду. Исследования ЛГБТ до 1920-х годов были полностью посвящены мужчинам, попавшим в скандалы.

### XX век

#### С начала века до начала Второй Мировой войны
В начале XX века в Лондоне стали чаще открываться заведения для ЛГБТК-сообщества. Так, в 1912 году открылся первый гей-клуб «The Cave of the Golden Calf» (Пещера Золотого Тельца), который был расположен недалеко от Риджент-стрит. Он часто посещался богатыми высшими классами и богемными художниками. Это авангардное место могло бы стать прочной моделью для будущих ночных клубов города с его сочетанием художественных усилий и комедийных представлений.
В 1930-х существовала подпольная сеть гей-клубов и среди них, наиболее известным своей «богемностью», был «Carnaval», где геи и лесбиянки могли открыто встречаться, знакомиться и даже оформлять фиктивные браки, когда посетители женились друг на друге. Однако известность клуба привлекла внимание полиции и 25 августа 1934 года был проведён полицейский рейд под прикрытием. В результате 103 человека были арестованы, а владельцы были приговорены к каторжным работам. Сам клуб был закрыт навсегда.
В 1936 году открылся ночной клуб The Gateways club на Кингс Роуд, который с 1943 года стал клубом для лесбиянок и просуществовавший до 1985 года. По свидетельствам современников, для многих женщин поход в этот клуб открывал двери в лесбийскую жизнь.

#### 1940—1960-е года
Во время Второй Мировой войны жители Лондона подвергались бомбардировкам, а также шли на военную службу. Во время службы мужчины, ввиду отсутствия женщин, могли иметь однополые контакты для снятия тревоги и удовлетворения физиологических потребностей. В военное время также часто отключался свет в зданиях, и в условиях темноты люди также могли пробовать гомосексуальные контакты. По окончании войны отношение к гомосексуализму вернулось на довоенный критический уровень, в частности Англиканский совет общественной морали заявил, что полиция в очередной раз «проводит кампанию против этих прискорбных (гомосексуальных) преступлений». В Лондоне геи на Пикадилли и Лестер-сквер подверглись преследованиям, и всем, кого поймали, предъявили обвинение в том, что они «совместно участвовали в совершении непристойного акта».
После Второй Мировой войны, ЛГБТК-сообщество Лондона сконцентрировалось, в основном, в районе Эрлс-Корт. Наиболее старый гей-паб в районе назывался Lord Ranelagh, основная аудитория которая состояла из молодых геев. Помимо классического бара, по субботам в этом заведении часто выступали квир-артисты, а также кроссдрессеры. Их концерты вызывали ажиотаж — в мае 1965 года посетителей было настолько много, что пришлось вынести все столы и стулья на улицу. Большое количество людей заняло дорогу и полиция прекратила шоу. После этого концерты не проводили. В 1970-х на его месте работал гей-клуб Bromptons, который позже приобрел дурную славу, однако его посещали известные люди, в том числе Фредди Меркьюри, Кенни Эверет и Рудольф Нуреев. Позже клуб пережил несколько перевоплощений, поменяв название на Infinity. Сам клуб закрылся в 2011 году, а здание было снесено в 2014 году. Также среди гей-сообщества был популярен паб The Coleherne, который был знаменит кожаной отделкой мебели и затемнёнными окнами, а также тем, что находился под покровительством Фредди Меркьюри. Марк У. Тернер, автор книги «Гей-Лондон», заявил, что, когда Дерек Джарман переехал в Чаринг-Кросс в 1979 году, начался процесс превращения Сохо в центр лондонского ЛГБТ-сообщества, и что к началу 1990-х это «твердо утвердилось». Однако существует и другая версия, что перенос квир-жизни в Сохо состоялся благодаря скандальной «зачистке» района Сохо Вестминстерским советом в 1980-х и 1990-х годах, в результате которой секс-работники отошли на второй план в пользу заведений, которые обслуживали все более принимаемую клиентуру богатых геев.
Помимо нелегальных клубов, люди также встречались на различных нерегулярных или подпольных мероприятиях. Например, в клубе «The Union Jack Club» в Ватерлоо собирались военнослужащие-гомосексуалисты (в том числе находящиеся в отставке) Британских вооруженных сил во время Второй мировой войны и после неё. Также геи и лесбиянки часто прогуливались в таких местах как кладбищенский парк в Тауэр-Хэмлетс, Хэмпстед-Хит и Клэпхэм-Коммон, принимали участие в различных балах, а также проводили вечеринки в частных домах.
В 1967 году в Англии и Уэльсе были декриминализованы гомосексуальные отношения, однако и до этого момента в городе развивался ЛГБТК-туризм. С тех пор, культурный след ЛГБТК стал заметнее в жизни города, одновременно с борьбой гомосексуалов за свои права. Но достаточно открыто вести свою деятельность геи и лесбиянки не могли.

#### 1970-е года
В 1970-х для гей-заведений было тяжело получить лицензию на алкоголь и музыку в ночное время, поэтому в них подавали еду. В таких заведениях часто шли на различные хитрости: по кругу передавали тарелку с увядшим салатом со строгим предписанием не употреблять его в пищу или прерывали дискотеку для перекуса чипсами.
Первый гей-парад в Лондоне состоялся 1 июля 1972 года, вдохновленный беспорядками у Стоунволл-бара в 1969 году в Нью-Йорке и дальнейшей борьбой за ЛГБТ-права в США. Лондонцы тоже столкнулись с сопротивлением полиции. В дальнейшем концепция парадов изменилась с течением времени с уклона на борьбу за свои права на более развлекательный формат. У участников парада были яркие и экстравагантные костюмы и выделяющиеся образы, а также аксессуары, которые имели свой определённый смысл.
17 января 1979 года в городе открылся первый ЛГБТК книжный магазин Gay’s the Word, который действует по состоянию на октябрь 2023 года.

#### 1980—1990-е года
В 1980—1990-х годах лондонское ЛГБТК-сообщество серьёзно пострадало из-за начавшейся эпидемии ВИЧ и последовавшим за ним СПИД. Это отразилось в увеличении насилия и преследования сообщества со стороны властей и других слоёв населения. В частности, принятая в 1988 году статья 28 «Закона о местном самоуправлении» запрещало гей-пропаганду среди детей на муниципальном уровне, а также финансирование образовательных программ, занимающие пропагандой гомосексуализма. Было зафиксировано втрое больше звонков в службы помощи от геев с жалобами на аресты и грубое обращение со стороны полиции.
Одновременно в Лондоне развиваются проекты по развитию ЛГБТК-сообщества: Совет Большого Лондона поддерживает и финансирует проекты и организации, продвигающие равные возможности для ЛГБТК-людей. В частности, в 1982 году был основан «Центр черных лесбиянок и геев», созданный группой чернокожих геев, а также «Лондонский центр геев и лесбиянок» в 1985 году, где члены ЛГБТК-сообщества могли получить консультацию и другую помощь. Совет Большого Лондона в 1987 году опубликовал брошюру, где написано, что геи не представляют угрозы для населения в свете СПИДа.
Несмотря на трудности, ЛГБТК-культура продолжала развиваться — в частности, в городе было достаточное количество гей- и лесби-клубов (в том числе известные Heaven, Fire, Bang и Kinky Gerlinky), проводились ЛГБТК-парады, а также другие мероприятия. Один из клубов в 1990-х годах, «Trade», был знаменит своим декором, а также необычным оформлением брошюр, которые раздавали на улицах. Он был известен среди звёзд (к примеру, возле клуба были замечены Мадонна, Шер), но из-за отсутствия VIP-зон и наличия принципа инклюзивности, они не принимали участия в вечеринках. Также это был первый гей-клуб, который работал с лицензией на круглосуточную работу, и в отличие от других заведений, принимал гостей до утра, что служило безопасной альтернативой ночным прогулкам по паркам после вечеринок. Данное место было закрыто в 2008 году и позднее снесено для строительства офисного здания.
С 1980-х годов популярна Королевская таверна Воксхолл (The Royal Vauxhall Tavern или The RVT), которая пользуется особым успехом у знаменитых квир-представителей Лондона и Великобритании ещё со времен Второй Мировой войны. Но на фоне государственного давления на ЛГБТК-сообщество испытывало давление со стороны властей. В частности, в 1987 году был проведён полицейский рейд на выявление нарушений правопорядка, при этом сотрудники полиции были в медицинских перчатках, чтобы избежать заражения ВИЧ и гепатита В от любых прикосновений с инструментами для наркотиков, а также попперса. Однако клуб продолжал работать — согласно Клео Рокос, в её мемуарах «Сила позитивного питья» упоминается, что Диана, принцесса Уэльская, посетила RVT в конце 1980-х годов, замаскировавшись под мужчину и в сопровождении Рокоса, Фредди Меркьюри и Кенни Эверетта. Рокос заявил, что гуляки не заметили Диану, потому что их внимание было сосредоточено на Меркьюри, Эверетте и Рокосе. Близкий друг и личный помощник Меркьюри, Питер Фристоун, заявил, что Меркьюри не участвовал в этой прогулке и никогда не встречался с принцессой.
30 апреля 1999 года в гей-пабе «Адмирал Дункан», который расположен на Олд-Комптон-стрит в Сохо произошёл взрыв, в момент когда в пабе было много посетителей в вечернее время перед праздничными выходными. Бомба находилась в спортивной сумке, начинённая гвоздями и замотанной скотчем. Детонация произошла в 18:36, когда в этот момент её осматривал менеджер паба. В результате 73 человек пострадали, 3 из них погибли, четверым из выживших пришлось ампутировать конечности. Исполнителем данного террористического акта стал Дэвид Копланд, который придерживался неонацистских взглядов и через серию взрывов планировал спровоцировать межрасовую рознь и преследование ЛГБТК-сообщества.

### XXI век

#### 2000-е годы
В период с конца 1990-х по 2000-е гг. известные развлекательные гей-клубы также находились в Восточном Лондоне, которые были, по словам присутствующих там посетителей, более зажигательными, гротескными и грязными по сравнению с более гламурными, коктейльными клубами в Сохо. Это может объясняться тем, что население с менее высокими доходами предпочитали не ездить в центр города отдыхать в дорогих заведениях, предпочитая гей-клубы в относительной близости.
В 2000-х годах в целом отношение общества к ЛГБТК-сообществу улучшилось, в том числе отменяя дискриминационные законы и расширяя права людей:
- отменена статья 28 «Закона о местном самоуправлении», которая запрещала гей-пропаганду среди детей, а также финансирование образовательных программ, связанные с гомосексуализмом;
- разрешение усыновления одинокими людьми (в том числе одинокими геями и лесбиянками, незамужними парами);
- снижение возраста согласия на гомосексуальные контакты до возраста согласия гетеросексуальных контактов (с 18 лет до 16 лет);
- запрет дискриминации по признаку сексуальной ориентации при приёме на работу, оказании услуг;
- введение института однополых гражданских партнёрств;
- полное юридическое признание пола трансгендера, позволяющее получить документы в соответствии с новым полом. Однако не распространяется на небинарных личностей.

Данные изменения подстегнули к дальнейшему распространению гей- и лесби-клубов, которые открывались в различных районах Лондона.

#### С 2010-х годов по настоящее время
На 2010 год геи/лесбиянки/бисексуалы составляли 2,2 % от общей численности населения города. В 2021 году национальная служба статистики Великобритании провела опрос среди жителей Англии и Уэльса о сексуальной ориентации респондентов. По итогам было подсчитано, что большинство геев, лесбиянок и бисексуалов проживает в центре Лондона (доля более 10 % от общего числа респондентов в районах Сохо, Холборн, Фитровия), а также в восточных и юго-восточных районах города (от 5 до 10 %). Согласно другому опросу от 2020 года, доля людей, относящих себя к ЛГБТ составляет 2,9 % от числа респондентов.
Заведения, связанные с ЛГБТК, стали появляться в официальных туристических гидах, составленными при участии властей города. Позднее запустили целый раздел на сайте Visit London, посвящённый ЛГБТК-туризму.
Принятие законодательства об однополых браках усилило поддержку ЛГБТК-сообщества. Закон вступил в силу 29 марта 2014 года, и Питер МакГрейт и Дэвид Кабреза из северного Лондона, которые были партнерами в течение 17 лет, стали первой парой в Великобритании, которая поженилась в одну минуту после полуночи.
В 2015 году Королевская таверна Воксхолл была внесена в список II уровня, то есть признана историческим культурным памятником и взятой под охрану государства. Это первое здание в Великобритании, внесенное в список в знак признания его важности для истории сообщества ЛГБТК.
В 2016 году после закрытия клуба Fabric из-за двух случаев передозировки наркотиков у подростков, общественность объявила кризис в ночной жизни Лондона, когда повсеместно закрываются ночные заведения и концертные площадки. Мэр Лондона Садик Хан объявил о назначении ночного царя Эми Лэйм (радиоведущую, писательницу, ЛГБТК-активистку и ведущую одного из шоу в Королевской таверне Воксхолл), которая будет заниматься сохранением и развитием ночной жизни Лондона, выстраиванием диалога между представителями клубов и городскими властями, а также борьбой с гомофобией. В 2017 году было замечено, что в Лондоне закрывается большое количество заведений, направленных на ЛГБТК-аудиторию, при этом отмечается, что причины заключаются не в социальной дискриминации, а высоких арендных ставках и застройке новыми площадями и сносом старых зданий. По данным сайта GayUK, в городе с 2000 по 2016 гг. было закрыто 151 гей-баров и клубов.
В 2022 году на 50-летнем юбилее Лондонского прайда собралось более 1,5 млн человек.

## СМИ, мероприятия и известные места